# 394 هـ
394 هـ هي سنة في التقويم الهجري امتدت مقابلةً في التقويم الميلادي بين سنتي 1003 و1004.

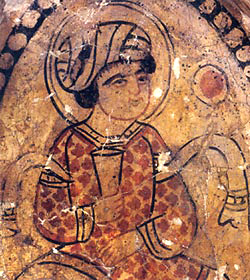
الحاكم بأمر الله

## مواليد
- ابن زيدون الشاعر والأديب الأندلسي. (توفي 463 هـ).
- الحاكم بأمر الله
- ناصر خسرو